# Distrito judicial de La Libertad
El distrito judicial de La Libertad es una división administrativa del Poder Judicial del Perú. Tiene como sede la ciudad de Trujillo y su competencia se extiende a las provincias que conforman el Departamento de La Libertad con excepción de la provincia de Bolívar.

## Historia
Con la creación del Poder Judicial se estableció que el segundo nivel organizativo estaría conformado por las Cortes Superiores de Justicia las mismas que tendrían competencia territorial sobre el departamento de su sede. Sin embargo, en 1991, la Ley Orgánica del Poder Judicial estableció en su  artículo 36 que la competencia de cada Corte Superior estaría determinada por un distrito judicial y que estos podrían ser creados y suprimidos por el Consejo Ejecutivo del Poder Judicial en atención a una eficaz administración de justicia y en función de áreas de geografía uniforme, concentración de grupos humanos de idiosincrasia común, volúmenes demográficos rural y urbano, movimiento judicial y la existencia de vías de comunicación y medios de transporte. Es decir, se deja de lado la equivalencia con la organización política del país y se sustenta estrictamente en factores geográficos y estadísticos.
Su máximo órgano jurisdiccional es la Corte Superior de Justicia de La Libertad que fue creada por Decreto Ley de fecha 26 de marzo de 1824 y se instaló el 30 de abril de 1824 bajo la dictadura de Simón Bolívar como "Corte Superior del Norte" que es la primera corte de justicia del Perú republicano. Su primer presidente fue el señor Manuel Lorenzo de Vidaurre y Encalada, sus vocales fueron los señores Gregorio Luna Villanueva y Francisco Javier Mariátegui y Tellería y el fiscal el señor Jerónimo Agüero quienes juramentaron frente a José Faustino Sánchez Carrión considerado el primer ciudadano liberteño.

## Conformación
Consta de 107 dependencias judiciales incluyendo doce Salas Superiores, 70 Juzgados Especializados, 25 Juzgados de Paz Letrado además de varios jueces de paz distribuidos por todo el territorio del distrito

## Jurisdicción
El distrito judicial de La Libertad tiene jurisdicción sobre las provincias que conforman departamento de La Libertad con excepción de la provincia de Bolívar que forma parte del distrito judicial de Cajamarca.